# Liste der denkmalgeschützten Objekte in Bratronice u Kladna
Grundlage dieser Liste der denkmalgeschützten Objekte in Bratronice u Kladna ist die ÚSKP-Liste (Ústřední seznam kulturních památek České republiky, deutsch Zentrale Liste der Kulturdenkmäler der Tschechischen Republik), die von der tschechischen Denkmalschutzbehörde NPÚ (Národní památkový ústav, deutsch Nationale Denkmalbehörde) seit 1987 geführt wird und an die seit dem Jahr 1850 geschaffenen Listen anschließt.

## Denkmalgeschützte Objekte nach Ortsteilen
| Lage                                                                                               | Objekt                              | Beschreibung | ÚSKP-Nr.                  | Bild           |
| -------------------------------------------------------------------------------------------------- | ----------------------------------- | --- | ------------------------- | -------------- |
| Bratronice, Bratronice 10 (Standort)                                                               | Gehöft Nr. 10                       | Das Gehöft klassizistischen Ursprungs ist ein wichtiger städtischer Teil des Dorfplatzes. | 19245/2-3999 Info Katalog | weitere Bilder |
| Bratronice, Dorfplatz, gegenüber der Schule (Nr. 76) (Standort)                                    | Allerheiligenkirche                 | Spätbarockes einschiffiges Gebäude, erbaut zwischen 1780 und 1783 von Maurermeister Jan Cikan. | 30897/2-462 Info Katalog  | weitere Bilder |
| Bratronice, Bratronice 26 (Standort)                                                               | Gehöft Nr. 26                       | Das zweistöckige Wohnhaus mit einer Holzgalerie, die über eine Außentreppe erreichbar ist, besteht zum größten Teil aus Fachwerk (nur das Erdgeschoss ist mit Mauern versehen) und ist mit einem Satteldach überdacht. Es war ursprünglich Teil eines Bauernhauses aus dem frühen 19. Jahrhundert. | 24519/2-4000 Info Katalog | weitere Bilder |
| Bratronice, beim Sokol-Haus (Nr. 121) (Standort)                                                   | Sühnekreuz im Sokol-Haus            | Der bearbeitete, kunstvoll verzierte Stein, der weitgehend in den Boden versunken ist, ist barocken Ursprungs. | 32891/2-464 Info Katalog  | BW             |
| Bratronice, an der Landstraße nach Běleč (Standort)                                                | Sühnekreuz an der Straße nach Běleč | Das Sühnekreuz barocken Ursprungs hat einen wichtigen kulturhistorischen Wert und ist besonders wichtig für die Kenntnis der Ortsgeschichte. | 29574/2-463 Info Katalog  | weitere Bilder |
| Bratronice, bei der Ziegelei Nr. 74, nordöstlich des Dorfes (Standort)                             | Untergegangenes Dorf                | Untergegangenes Dorf, archäologische Spuren | 20853/2-3998 Info Katalog | BW             |
| Bratronice, unterhalb der Landstraße Bratronice – Dolní Bezděkov, bei Grundstücksgrenze (Standort) | Bunker                              | Befestigungsanlagen, von denen nur: Bunker | 11670/2-4350 Info Katalog | weitere Bilder |